# Marin Bocconio
Marin Bocconio, o Bocco o Boccone (Venezia, ... – Venezia, 1299 o 1300), fu un maggiorente veneziano che, scontento per l’estromissione della sua famiglia dal Maggior Consiglio a causa della cosiddetta Serrata del Maggior Consiglio (28 febbraio 1297) e del predominio politico della fazione nobile – oligarchica, decise, assieme ad una dozzina di complici, di entrare armato in Maggior Consiglio e sterminare i suoi avversari.
Nel 1299 o nel 1300, la data è incerta viste le scarse notizie, raggruppò attorno a sé numerosi complici.
Tutto sarebbe filato liscio se qualcuno, ancor oggi ignoto, non avesse tradito.
Secondo una leggenda narrataci dal famoso storico Giuseppe Tassini, che è riconosciuta dallo stesso come sicuramente falsa, a tradire i congiurati fu involontariamente lo stesso Bocconio che, parlando avventatamente in chiesa, si fece ascoltare dalle spie del governo.
Comunque sia andata il piano fu sventato in modo spettacolare (e forse non fu un caso ma un preciso monito agli avversari): il giorno stabilito il Bocconio, assieme ai complici, fu fatto entrare in Maggior Consiglio senza esser perquisito, quasi che il piano funzionasse ed, una volta dentro, furono chiuse le porte ed entrarono le guardie a disarmarli.
Rei confessi Marin Bocconio e i suoi undici compagni furono impiccati la notte successiva mentre altri quarantadue partecipanti si salvarono con la fuga.
In seguito a ciò una legge (22 marzo 1300) rese più restrittivo il criterio per esser ammessi, inasprendo gli animi e mettendo le basi per la seconda congiura condotta da Bajamonte Tiepolo nel 1310.